# Sarcoglottis degranvillei
Sarcoglottis degranvillei är en orkidéart som beskrevs av Dariusz Lucjan Szlachetko och Veyret. Sarcoglottis degranvillei ingår i släktet Sarcoglottis och familjen orkidéer.
Artens utbredningsområde är Franska Guyana. Inga underarter finns listade i Catalogue of Life.